# Горный Ключ (Нижегородская область)
Го́рный Ключ — деревня в Тонкинском районе Нижегородской области. Входит в состав Большесодомовского сельсовета.

## География

### Географическое положение
- Расстояние до районного центра (Тонкино) — 18 км.
- Расстояние до областного центра (Нижний Новгород) — 171 км.
- Расстояние до ближайшего аэропорта — 192 км.

### Часовой пояс
Деревня Горный Ключ, как и вся Нижегородская область, находится в часовой зоне МСК (московское время). Смещение применяемого времени относительно UTC составляет +3:00.

## Население
| 2002 | 2010 |
| ---- | ---- |
| 21   | ↘11  |